# Rafael Márta
Rafael Márta (Budapest, 1926. február 26. – Woltersdorf (bei Berlin), 2017. szeptember 7.) magyar származású német színésznő, énekesnő, zenész.

## Életpályája
Budanovits Mária, Makay Margit és Lehotay Árpád magántanítványa volt. 1946–1947 között a Vígszínház művésze volt. 1947–1948 között a Magyar Színház szerződtette. 1953-ban a Honvéd Művészegyüttes szólistája lett. 1957-ben fellépett a Miskolci Nemzeti Színházban is. 1960-ban az akkori NDK-ba települt, és a berlini Metropol Theaterben, Lipcsében és Rostockban szerepelt.
Énekelt a Magyar Rádióban is. A német televízióban és rádióban zenei műsorok vezetőjeként is bemutatkozott.

## Magánélete
1960–2001 között Karl-Eduard von Schnitzler német újságíró (1918–2001) házastársa volt.

## Színházi szerepei
- Arisztophanész: A nők összeesküvése – Harmadik asszony
- Hennequin-Millaud-Blum: Lili – Mme St. Cyr
- Strauss: Tavaszi hangok – Rézi
- Kálmán Imre: A bajadér – Darimonde Odette
- Huxley: Most vagy soha – Peggy
- Herman: Helló, Dolly! – Dolly

## Filmjei
- Férfihűség (1942)
- Mesél a film (1946) - Ilonka
- Mágnás Miska (1949) - Az egyik grófkisasszony
- Díszmagyar (1949) - Az egyik úrhölgy
- A csodacsatár (1956) - TV bemondó
- A nagyrozsdási eset (1957) - A táncmulatságon az énekesnő, illetve a film főcímdalának előadója
- Abschied vom Frieden (1979) - Arndthemi Amalthea bárónő
- Sachsens Glanz und Preußens Gloria (1985) - Kolowrat grófnője
- Freischütz in Berlin (1987) - Mrs. de Beer
- Der Staatsanwalt hat das Wort: Millionenerben című epizódban (1989) - Regine néni